# プロレスラー
プロレスラーは、プロレス興行に参戦してリングで試合を行う者の総称である。レスラー、選手（せんしゅ）とも呼ばれている。

## 概要

### 呼称
日本においては「プロレスラー」や「レスラー」、もしくは「選手」の呼称が最も一般的。特に女性のプロレスラーを指して「女子プロレスラー」と呼ばれることもある。
アメリカのWWEでは「スーパースター」（女性は2016年ごろまでは「ディーヴァ」。ただし、女子プロレスラー以外にも使用されていた）、メキシコのルチャリブレでは「ルチャドール」（女性は「ルチャドーラ」）と呼称される。この他に「ロースター」、「スターズ」といった呼称も使用される。
その他に各プロレスラーのギミックにより
- ベビーフェイス（善玉役の意味、ルチャリブレではテクニコ）
- ヒール（悪役の意味、ルチャリブレではルード）
- スペルエストレージャ（スペイン語でスーパースターの意、スター選手（花形、人気））

などの呼称が用いられる。

### ライセンス、育成
メキシコを除き、プロレスラーとして収入を得るために免許（ライセンス）を取得する必要は無い。プロレスラーになるための経路も多岐に渡るが、現状では自分がプロレスラーであると名乗れば、誰でもなれると言える。ライセンスに対する取り組みは、日本ではかつて日本プロレスにおいて団体独自にライセンス発行を行っていた事があり、ルチャリブレの影響を受けたアルシオンでも「ライセンスナンバー制度」を設け、ナンバーを取得しなければ同団体のマットにレスラーとして上がれない仕組みを採っていた。また、2006年に発足したグローバル・レスリング連盟（GPWA）がライセンスの発行を計画していたが、結局実現せずに終わった。このほか、過去にプロレスのみならず格闘技全般を管理する「日本版アスレチックコミッション」創設が東京都議会に陳情されたこともある。2009年には新日本プロレス、全日本プロレス、プロレスリング・ノアの3団体による共通ライセンスの発行が計画されたが、これも事実上頓挫した（詳細は後述）。
プロレス団体に入門して道場で練習を積んでデビューする
各プロレス団体が定期的に行うオーディションに合格して入門する場合がある。特にアマチュアレスリングや柔道などのバックボーンを有する者であればスカウトされて入門する場合もある。仮に入門を出来ても、その厳しさからデビュー出来ずに退団する者は多い。しばしば「夜逃げ」の形でいなくなる者も現れる。高山善廣のように一度夜逃げして出戻りする者や大手から逃げて小規模団体に移った後にデビューする者もいる。
全日本女子プロレスでは入門後、一定期間内に実施する「プロテスト」に合格しない場合は、退団させる方式を取っていた。現在では多くの女子プロレス団体でこの方式が採用されており、以前は男女混合のWNC、男子では元全女の北斗晶が社長を務めるダイヤモンド・リングでも採っていた。
プロレスラー養成所で学ぶ
体力と技術をここで付ける。日本の場合は養成所での経験があっても入門後しばらく団体内で再度修練を積むことが普通。KAIENTAI DOJOやU-FILE CAMPのように養成所が自主興行を行い、そこでデビューする者もいる。アメリカにおいては、養成所を経由してプロのリングに上がるケースが一般的である。また、プロレスラー養成所は引退した元有名レスラーが主催するものや団体が設置しているものが多い。
基本的な動きを学んだだけでデビューする
ライセンス制度が無いため、未経験の者でも客前で試合を行うことがある。アメリカではスポーツ選手のデニス・ロッドマン、カール・マローン、ピート・ローズ、フロイド・メイウェザー・ジュニア、アクション俳優のミスター・Tなどがリングに上がったことがある。日本ではタレントの滝沢秀明や狂言師の和泉元彌、着エログラビアアイドルのインリン・オブ・ジョイトイなどが試合を行った。また、他の格闘技で活躍する選手、K-1のアーネスト・ホーストや総合格闘技のマーク・コールマン、宇野薫がリングに上がったことがある。特に近年はプロレス業界以外からのスポット参戦から、さらに練習を積んだうえで本格的なプロレスラーとして定着参戦したケースも多く、近年の例として愛川ゆず季、赤井沙希、荒井優希（SKE48）などの例がある。
学生プロレスを経てプロレス団体に入門する
学生プロレスで活躍した後、プロレス団体に入門してデビューする者がいる。ある程度体ができており、基本的な動きを習得しているため、デビューも早くなるという利点がある。棚橋弘至が有名だがレイザーラモンHGやばってん多摩川もこの範疇に入れることができる。かつては、学生プロレス出身者は、特にメジャー団体のプロレスラー達からは毛嫌いされていた。学生プロレス出身であったMEN'Sテイオー（当時みちのくプロレス）が、初めて新日本プロレスに出場した時には目の仇にされて、タッチ拒否や袋叩き等の目に遭っている。ただし、現在は棚橋の例にあるように、拒否反応は少ない。近年はガッツワールドプロレスリングのような学生プロレスOBを母体としたプロレス団体も存在する。
また、デビュー後も多くの試合で実戦経験を積むことが重要である。単発興行中心のプロモーションでデビューすると月に1試合前後しか出来ないが、巡業を行うプロレス団体では月に10試合以上となり、かつての大阪プロレスのように常設会場でほぼ毎日興行を行う団体に至っては月20試合以上を消化する場合もあった。また、インディー団体を中心に生活と試合経験のため、他団体に出場するプロレスラーは多い。
大相撲力士の転向
日本特有の事情として、同じ格闘技・スポーツである大相撲力士が廃業後に入門し、転向する例がかつては数多くあった。元々日本プロレスを創設した力道山は元大相撲・関脇であり、日本プロレスとして基礎を築いてからは角界からの転向者が選手の多くを占めたこともあり、プロレス界に大相撲の習慣や隠語が多く導入されている。力道山以外に代表される人物として豊登（元前頭）、芳の里淳三（元前頭）、大熊元司（元幕下）、松岡巌鉄（元幕下）、ラッシャー木村（元幕下）、グレート小鹿（元三段目）、上田馬之助（元序二段）など、日本プロレスに数多く入門している。日本プロレス崩壊後も天龍源一郎（元前頭）、石川敬士（元前頭）、安田忠夫（元小結）、力皇猛（元前頭）、田上明（元十両）などと関取経験者からの転向例も続いた。
最高位であった横綱からの転向例も散見され、東富士欽壹（第40代）、輪島大士（第54代）、北尾光司（双羽黒、第60代）、曙太郎（第64代）の4例あるが、シングル王座を獲得した曙を除いて、いずれも選手としての活動は短期間に終わり、プロレスラーとしては大成できなかった。
近年は総合格闘技への進出が目立つようになり、力士からのプロレス転向例は減少している。

#### 共通ライセンス構想
日本では、2009年3月に新日本プロレス（菅林直樹社長、山本小鉄相談役）、全日本プロレス（内田雅之取締役）、プロレスリング・ノア（仲田龍取締役）の3団体の代表による会談が行われて、3団体の共通ライセンスを発行することで合意したことが東京スポーツ紙上で報じられた。背景には、2008年10月にインディー団体の所属プロレスラーが練習中に死亡する事故が起きたことなどがあるとのことで、3団体の主催試合に出場する外国人選手や他団体所属・フリーの選手については各プロレス団体の判断で、その都度ライセンスを発行する方針。また「他団体に干渉するものではない」としているが、門戸は広く開放し、他団体が同ライセンスを導入したい場合には積極的に受け入れる方針とのこと。6月13日に三沢光晴が試合中の事故で急死したことを受けて、7月に開かれた3団体のライセンス委員会では「1年毎に医師の診断書の提出を義務付ける」方針を決定。11月にもライセンス発行を開始したいという方針が明らかになった。
2010年に入り具体的なライセンスの詳細を3団体で詰めた結果、三沢の一周忌に当たる同年6月13日に3団体合同でライセンス発行開始の記者会見を行う予定だったが、その前日になり全日本が記者会見をキャンセルし共通ライセンスからの離脱を決定（なお離脱の理由は明らかにされていない）。残る新日本プロレス、プロレスリング・ノアの2団体のみで共通ライセンスを発行する案も浮上したものの、結局同構想は頓挫することとなった。

## 契約形態
大半のプロレスラーはプロレス団体と呼ばれる興行会社の「所属」となっている。取締役、従業員といった正社員や契約社員を含め専属契約を結んでいる者の場合は「所属」、それ以外は本来、フリーランスとなるが、ただ単にその団体へ出場機会が多いだけで「所属」と呼ばれている場合もある。特に日本の場合厳密な契約書は存在せず、口約束、信用のみで契約を結ぶこともある。スタン・ハンセンは全日本プロレスとの契約は社長のジャイアント馬場との口約束のみで契約金を受け取っていたと語っている。アメリカのWWEは厳密な契約を結び、トップクラスのスーパースターは契約金以外にも滞在するホテルや航空便での座席に高いクラスを保証されるなどしている。
契約期間は年間契約での更新制、興行ごとなど様々である。団体と契約すると、肖像権や商標権などの束縛が発生することが多い（メジャー団体の場合は、放映権を持つ放送局との権利関係も存在する）。退団後、リングネームや技の名前が商標登録されているために使用できず、リングネームや技の名前を変えることがある。団体の経営方針との相違や活動の幅を広げるため、特定の団体に所属しないフリーのプロレスラーも多く存在する。フリーではあっても個人事務所を持ち独自で興行を行う者もいる。最近では飯伏幸太や紫雷美央のように複数の団体と所属契約を結ぶプロレスラーも現れている。
メジャー団体と呼ばれる大規模団体に所属するか常連としてリングに上がっている者を除けば、大半の者はプロレスラーでの報酬のみでは生活が出来ないため、アルバイトなど他の仕事で生計を支えており、収入実態だけを見ればプロレスラーがむしろ事実上の副業という状態の者も多い。かつて折原昌夫は産経新聞のグループ会社のウェブサイトで、「無名選手のファイトマネーは1試合500円である」と述べていた。DDTを主宰する高木三四郎はテレビ番組で、高木が他団体へ出場する場合のファイトマネーは1試合で5〜10万円で、DDTの若手のギャラは1試合1万円と述べた。その他、レスラーにもよるが飲食店などの店舗を経営したり芸能活動をしていることもある。2014年には大日本プロレスが東京スポーツの求人サイトで新人募集を行ったが、その際に給料が「（デビューまでは）全て引かれた上で月額3万円、デビューすると8万円」などと明記されていたためネット上で話題となった。なお、高木がデビューしたのは横浜市内の複数の飲食店及び屋台経営者が共同出資する形で常設会場を経営していた屋台村プロレス（正式名称はプロレス屋台村15番街ヨンドン）であるが、高木が屋台村プロレスに所属していた時の1試合の報酬は金銭のギャラ及び「飲食店から提供される夜食」であったという。飲食店や屋台の来客への余興として行われる興行であったことから、客入りが良かった時期は焼肉が食べ放題であったが、客入りが悪くなると金銭のギャラが無くなった上に食事も中華の一品料理、果てはうどん1杯まで極端にメニューが劣化していったという。

## ショーマンシップ

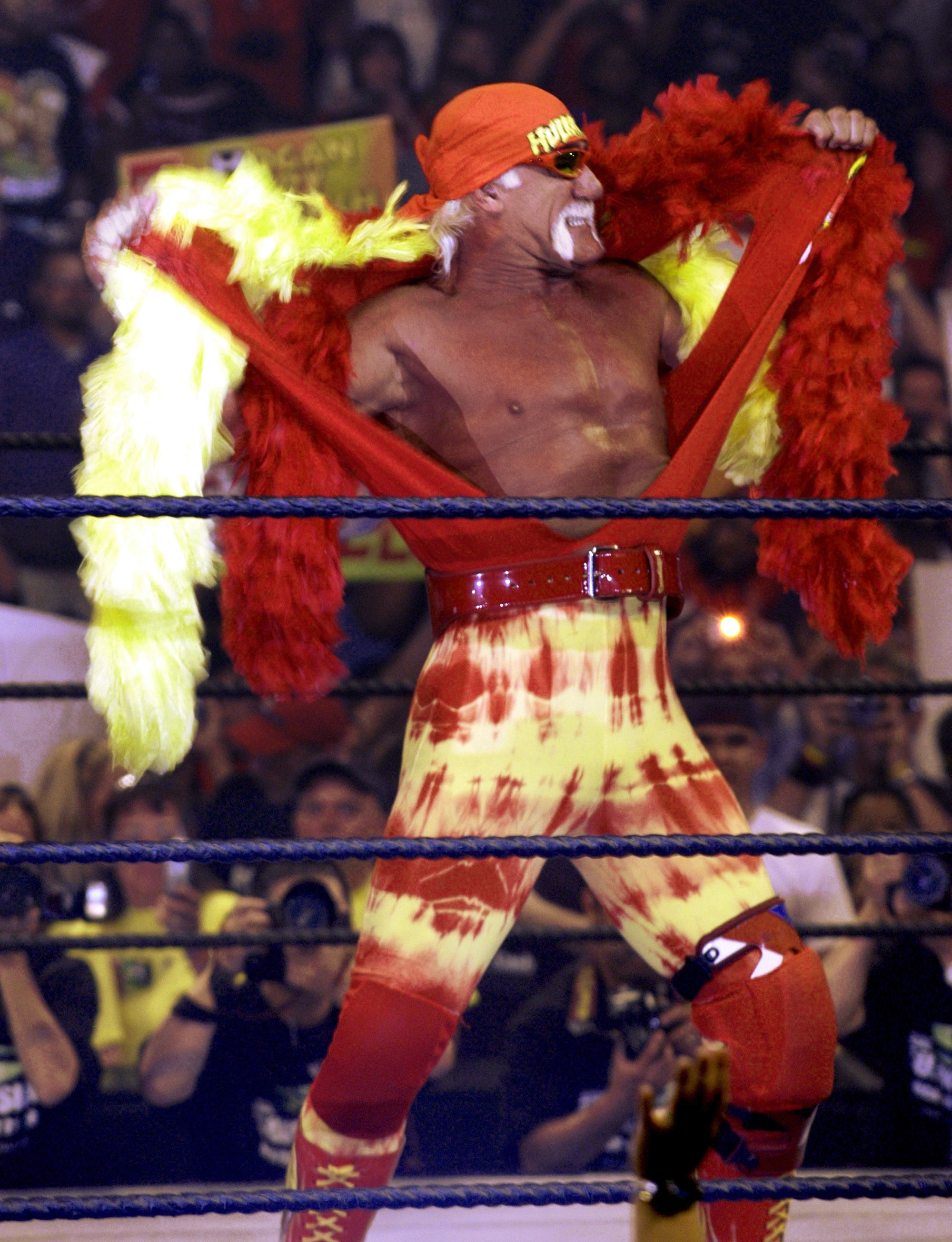
パフォーマンスをするハルク・ホーガン。

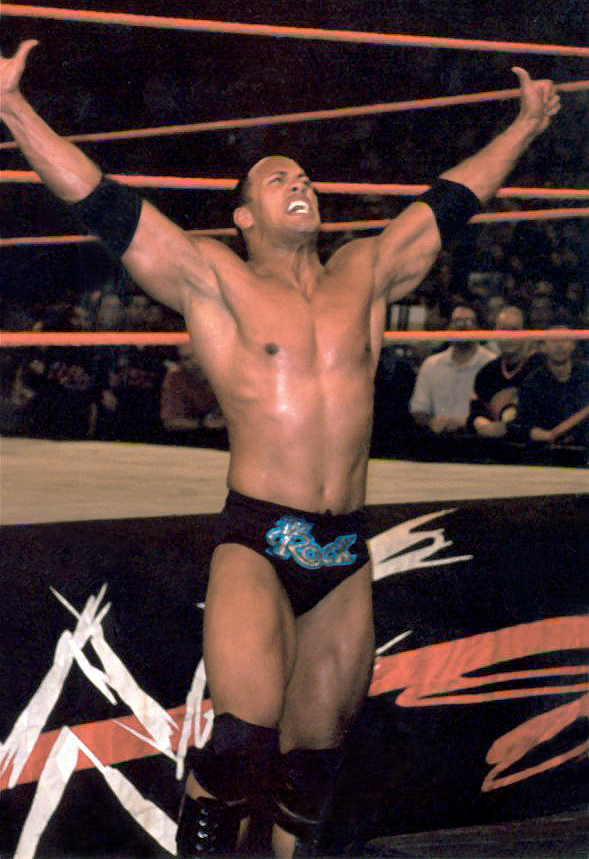
勝利アピールをするザ・ロック。

プロレスラーにとって、ショーマンシップは重要であり、また要求されるスキルの一つである。だが、特に日本においては武道において真剣勝負を尊ぶ思想の影響から、プロレスもプロスポーツの一つとして真剣勝負であるはずだという間違った認識を持つ者が多く、ショーマンシップが全面に押し出されたプロレスなどのショースポーツについては根強い嫌悪感が存在しており、昭和の頃から『プロレス八百長論』というものが主に他の格闘技のファンである識者から出され、これを根拠としたプロレスの本質からすると的外れ以外の何物でもないバッシングが幾度となく繰り返されてきた状況があった。
現代ではアメリカのWWEが株式上場の際、事業内容を公開するにあたってシナリオ（プロレス用語でブックやアングルなどと呼ばれる）の存在を公式に認めたことや、数々の暴露本によって、リングの上で行われている試合はエンターテインメント性に満ちたショーであるという前提が、一般にも認知されてきている。前述のWWEでは試合を行う者をレスラーとは呼称せず、「スーパースター」としている。
これらの要素はプロレスに携わる者にとっては奇術に於いて種を明かすのと同様にタブーであり、レスラー達は手品師が「種も仕掛けもありません」、というのと同様にプロレスがショーであることを一般に口にすることはしない。しかしながら、観客を楽しませる（感動を与える）試合を行うため、それに耐えうる強靭な肉体を維持し、確かな運動技術の上に高度な演出的要因を積み上げていることに成功しているのも事実である。このため、武藤敬司はプロレスを「格闘芸術」と称した。プロレスラーとしての鍛錬を積んでいなければおよそ生命に関わりかねないほどの激しい技の応酬は、素人には到底真似のできるものではない。
プロレスは上記の通り競技ではないため八百長とは言えないが、興行や、興行を盛り上げるための各種演出に対して「事前に勝敗が決まっていることをマスメディアを含めたプロレス業界が認めず、勝敗を真剣に争っているように見せている」と主張する者もいる。ただし、WWEのように台本の存在を公言している団体や、ハッスルのように「ファイティング・オペラ」などと称してエンターテイメントであることを公言している団体も存在する。
日本でのプロレス団体（興行会社）運営には、多数（大抵年間100試合以上）の興行開催が必要であり、団体数も多く競合が激しいため、観客を魅了できる試合を常時提供できることが最重要となる。そのため、膠着が多いシュート（真剣勝負）は興行団体にとっては必要以上にプロレスラーを消耗させるものであるため極力避けるべきものであり、プロレスファンからもガチンコで発生するような単に凄惨なだけの試合展開は好まれない。また、プロレスラーの多くは、試合の勝敗よりもいかに観客を満足させる面白い試合を行うこと、プロレスの業界用語で「しょっぱい」と表現されるようなつまらない試合を行わないことを重要視する。かつて吉村道明がプロレスラーを「職業戦士」と呼んだことにも、その一端は垣間見られている。特にファンから「しょっぱい」という評判が付くことは、選手としての長期的な格や活動にもマイナスに響いてくるため、プロレスラーたちは試合の敗北以上に恐れ嫌がる。このため、プロレスラーは肉体の鍛練、技の開発以外にも、相手の技を引き立たせられる受け身の取り方、その他のリング上での様々なパフォーマンス、客を盛り上げ、あるいは笑わせる芸、果てには相手に技を掛けられた時の苦痛の表情の見せ方に至るまで、様々な研究を積み重ねている。
また、ベテランの域に達し、体力、持久力の衰えなどから魅力ある試合を観客に提供できなくなった自覚を得てプロレスラー廃業を決意する者も見られる。かのルー・テーズは「試合の出来に納得が出来なくなった」としてプロレスラーとしてのリタイヤを決意したが、このように「試合の敗戦」ではなく「試合の出来」に自身で納得できなくなり、プロレスラーからの廃業を決意したという旨のコメントは過去にも数多い。また、人並み外れた強靭さを見せることも商売であるため、病気や負傷による療養・闘病の姿が公になることを極端に嫌うプロレスラーは多く、後述するがプロレスラー廃業後にはプロレスの表舞台やマスコミの前に全く姿を見せなくなる人物も多い。
つまり、プロレスラーにとって最も重要な要素は、肉体と精神の両面の強靱さとプロレスの格闘技術の高さを誇示し、観客を熱狂・興奮させるショーマンシップの能力であると言える。興行（ハウス・ショー）の中においては自らの役割を確実に果たすことが求められるのである。鍛え抜かれた肉体も、磨き上げられた数々の技も、そして技を掛けられて苦痛に歪む表情も、究極的には全て観客に面白い試合を提供するためのものであり、観客からの評価が勝敗や獲得タイトル以上に重要な価値を持つのが興行としての特徴であり、ボクシングや総合格闘技など他の格闘技興行との大きな違いである。
たとえ試合で圧倒的な強さを示して勝利したところで、観客たちが喜ぶ面白い試合を提供できない、すなわち集客力に欠けるプロレスラーは、観客のみならず興行師（プロモーター）、そしてプロレス団体の経営陣からも好まれない。特にフリーや事実上それに近いスタイルで活動するプロレスラーにとっては、知名度と人気、そしてそれに支えられる集客力こそが様々なプロレス団体のリングを渡り歩く為の最大のセールスポイントになる。またかつてのアメリカでは「有料入場の観客数によってファイトマネーが変動する」制度が広く採用されており、メインイベンターが客を集められない場合にはその他の出場選手もファイトマネーを減らされるため、集客力に欠けるプロレスラーはプロレスラー仲間からも嫌われた。実際に坂口征二は若手時代の1969年にデトロイト地区でザ・シークとのタイトルマッチに挑むことになった際の心境について「私は『勝てるだろうか?』というプレッシャーよりも、むしろ『日本人の私がシークに挑戦して、お客さんが入ってくれるだろうか』というプレッシャーに悩まされた」と回想している。
試合や興行を構築するためには、前述の強靱性以外にも表現力や適応力が求められる。試合中のアクシデントで負傷・流血していたり、高所から転落しようとも、試合はそのまま続行されることが原則である。また、対戦相手がいわゆる「しょっぱい」プロレスラーでも、見るに耐えうる試合に仕立て上げなければならない。技を失敗した後にうまく他の技で観客の失望感を消したり、盛り上がらなかった試合でも終了後に乱闘などの揉め事を意図的に発生させるなどの適応性が求められるのである。また、試合中の不慮のアクシデントによる負傷などで生じた相手プロレスラーのパフォーマンスの低下のリカバーなど、興行を盛り上げるために咄嗟の機転を効かせることが求められることもある。
プロレス業界やプロレス関連のマスコミなどでは、このようなリング内外での表現力や適応力が高いプロレスラーを称賛する言葉として「ほうき相手に試合ができる」という言葉が存在している。DDTプロレスリングでは実際にダッチワイフのヨシヒコがプロレスラーとして試合に参戦しており、単なる人形を相手にプロレスラーが試合を組み立て成立させる、その技術を見ることができる。同様に総合的なレスリング技術・プロレス理論に優れて、どのような対戦相手であっても、そのパフォーマンスを引き立たせて、なおかつ自身の存在感も誇示できるような高い技能を持つ万能なプロレスラーを称賛するものとして「立って良し、寝て良し」という言葉がある。たとえトップスターではなくとも、このような形で高評価を得ることはプロレスラーにとって大きな財産となる。
また、ショービジネスであるため、トップスター以外にも引き立て役、脇役といったポジションのプロレスラーも必要となる。ジョバーと呼ばれる者がスターに技を掛けられ倒されることでスターの強さやテクニックを演出し、際立たせるのである。身長やルックスなどでトップスターにはなれなくとも、興行の上で必要とされれば団体との契約を続けられることも特徴である。セル(Selling)という用語があり、これは相手プロレスラーを映えさせること・映えさせる能力である。デビュー間もない新人がベテランプロレスラーの試合で健闘しているように見えるのは、新人プロレスラーの努力と練習の成果もあるにせよ、何よりもベテランプロレスラーが新人プロレスラーを引き立たせる戦い方を心得ているからこそである。
また、華がない、容貌が悪い、技術的な未熟などの点でトップにはなれないレスラーは、各団体内で自身のポジションを確立することが必要である。WWEのオーナーであるビンス・マクマホンは契約しているプロレスラーに、トップの器が無いと判断した時はそれを明確に伝え、別の目立ち方や役回りを提案するという。
このように、たとえどんな状況にあっても一定水準の試合内容をキープして、なおかつ対戦相手を最大限引き立たせるジョバーは興業全体から見ても大変重要な役割であり、またプロレスラー間の評価へと直結する。たとえば映画であれば主演俳優だけが一流スターで、いくら目立って良い演技をしても決して名作にはならず、主演以上に敵役や脇役にその重要性があるのと同じである。
しばしプロレスラー同士の評価をして「彼はグッドジョバーだ」といった表現が使われることがあるが、これはプロレスラーにとっては最大の褒め言葉であると同時に賛美と言える。
日本人プロレスラーの場合は「ｘｘさんは柔らかい」といった言葉を用いる場合が多い。「柔らかい」イコール戦いやすい相手という意味であり、いかに受け、試合運び、セル（Selling）がうまいプロレスラーであるかという表現である。
トップスター以外のプロレスラーの中には、ショーマンシップの能力とは別に、なんらかの裏方的な立場を兼ねており、その方面の能力の高さでプロレス団体の運営に携わり、傍らでプロレスラーとしてリングに上がっているという者も見られる。実際、プロレスラーとしてはリングではスターの影に隠れるポジションであったとしてもマッチメイク、ブック、アングル作成の担当者として、あるいは、若手育成の為の指導役・相手役、そしてデビュー間もない若手にとっての「リング上で最初に乗り越えなければならない壁」の役目として、プロレス団体にとって大切な存在となっているプロレスラーは洋の東西を問わず少なからず見られる。
また、プロレスラーとしてはもっぱら第1試合担当であっても、プロレス業界有数の人脈の幅広さと情報収集能力の高さから、営業面の顔役的な存在としてプロレス団体の盛衰をも直接左右するほどに重要かつ必要不可欠な存在であると他団体の関係者からも認知されていた永源遙のようなケースもある。

## 強さ
プロレスラーは「強くなければならない」という見方もされて、その常人離れした「強さ」を見せることもプロレスラーにとっては重要な商品価値である。これはリングの展開に説得力を持たせる意味もあり、新日本プロレスはストロングスタイルと称して全面的に押し出していた。また、リング外で一般人から挑まれたとき、あるいはリング上で何らかの意図を持った対戦相手から潰しにかかられたときに対処するためであるとも言われる。
しかしながら、相手を負傷せしめたり、プロレス団体の意図に背いて一方的に攻め立て対戦相手の商品価値を暴落させる行為はプロレス業界としては許されるものではなく、そのようなトラブルを起こすプロレスラーは業界から干されることにもなる。武藤敬司は「アメリカで一度としてリング上で仕掛けられたことはない」と証言しており、格闘技としてのスキルの高さや体力的な強さは必須ではあっても、相手を確実に打ち負かすという「真剣勝負の強さ」は必ずしもプロレスラー必携の要素ではないといえる。
一方、普段はジョバーとしてトッププロレスラーや若手を引き立てる役に徹している人物であっても、実際には格闘技術・体力両面で団体屈指の戦闘能力の持ち主であり、万一道場破りなどのリング内外でのトラブルやプロレス団体間の揉め事などからシュートの事態になった時には団体のエース級をも凌ぐ力量を発揮する強い戦力になる人物としてプロレスファンに認知されている人物も見られる。このように「プロレスラーとしての強さ」と「真剣勝負・シュートでの強さ」はまた別ということがいえる。
なお、アメリカンプロレスにおいてはプロレスラーが自らのキャラクター（ギミック）を崩してしまうことは、俗にケーフェイ破り（ブロークンケーフェイ）と呼ばれる絶対のタブーであるとされていた。WWEではソーシャルメディアの普及以前、より具体的には2014年のレッスルマニアXXXまでは、プロレスラーが関わる何らかの重大事件、事故が発生した際や、プロレスラーの訃報に際してプレス対応する場合を除いては、試合中のみならず私生活に至るまで徹底したケーフェイの維持が求められていた。
日本でも試合中、強い打撃技やきつく掛けられる関節技の際に痛がる声を上げたり、強烈なプロレス技を受けた際にグロッギー状態になってしまう水準のセミプロやノンプロのギミックレスラーは、特にメジャー団体出身のストロングスタイルのプロレスラーからは大変に軽蔑される傾向が在るが、アメリカにおいてもリック・フレアーのような「超一流」と呼ばれるレベルのプロレスラーは、どんな強烈なプロレス技を喰らっても、極めて凄惨なハードコア・レスリングでも試合中絶対に自分のギミックを崩さない事を徹底しており、一般的の格闘技で求められる「肉体的な強さ」とは次元が異なる「精神的な強さ」がプロレスラーに求められている事を伺わせるものであった。

## 受けの美学
プロレスでは、欧米人（特にアメリカ人）の「相手の攻撃も受けた上で、その都度立ち上がり、それを上回る技術とパワーで勝つことがタフな男」という信念に基づいており、相手を精神的にも肉体的にも凌駕するべき、という考え方である。19世紀までのボクシングでも、フットワークを駆使し相手のパンチをよけることは「卑怯者の戦法」とされていた。この考え方は、大相撲の「横綱相撲」と通じるものがあり、相手の攻めを受けて、「魅せて勝つ」ことこそが上位の相撲として捉えられていることと同様である。難度が高い技を受けきって「魅せて勝てる」プロレスラーは、観客のみならず、同業レスラーからも賞賛を浴びる。漫画やアニメ、ゲームに登場するプロレスラーのトップクラス格のキャラクターは概して「打たれ強い」、「タフ」といった設定や傾向を持っている。
プロレスラーはその考え方をリングの上で表現して観客を楽しませている。しかし、それが一般に「真剣勝負」として受け取られない一因にもなっている。こうした「受けの美学」を否定するレスラーも現れ、UWFのようなショー的要素を排除したプロレス（ただし、事前に勝敗は決まっている）が産まれたり、そこからさらに発展して総合格闘技戦に主戦場を移すプロレスラーも多くなっている。
だがジャイアント馬場の「シュートを超えたもの、それがプロレス」という言葉や、猪木の「（技を）9受けて10返す」といった言葉が象徴するように、プロレスはケンカやアマチュアボクシングと違い、ただ単に相手を見事に叩き潰して勝利すればそれでいいという物ではない。観客を満足させ、感動させることにも、時に優秀な戦績を超える重要な商業的価値があり、それこそが多くのプロレスラーの目指している理想の姿でもある。このため、相手の技を受けまくった上で負けたプロレスラーが観客から拍手や声援を受ける一方で勝者が罵声を浴びたり、まったく観客の興味を惹かずに相手にされなかったり、ということが試合内容次第で多々起きる。良くも悪くも、試合内容で観客を納得させて、ハートを掴めないプロレスラーはプロレスラーではないとも言える。

## 特徴
- プロレスラーはプロレスの試合だけでなくファンとも興行という面で勝負しなければならない。そのため多くのプロレスラーは、公私の区別なく徹底したプロ意識を貫徹している。
- プロレスラーは、そのイメージ戦略上、リングや試合会場だけではなく、マスコミなどにプロレスラーとして出る限りはギミックとしてのキャラクターを貫くことを求められる。そのため、ベビーフェイス・ヒールを問わず、多くのプロレスラーにおいて、プロレスラーとして演じているキャラクターと実際の人物像は少なからず掛け離れている。リングでは凶悪なキャラクターのヒールであっても、実際には温厚で周囲から慕われる人格者であったり、小林邦昭のように若手プロレスラーの指導役など様々な形でプロレス団体の運営を脇から支える存在として不可欠な人物であることも多い。
  - 一例としては、日本では凶暴なヒールで鳴らしたタイガー・ジェット・シンのエピソードが有名。1987年、南アフリカでプロレスのブッカーをしていたシンは、全日本プロレスからハル薗田を招聘したが、薗田は新婚旅行を兼ねて夫人と南アフリカに向かう途上、南アフリカ航空295便墜落事故に巻き込まれて亡くなってしまった。この際、南アフリカでシンは招聘したブッカーとしてマスコミ対応にあたったが、背広姿でマスコミの面前に登場したシンは取材に極めて真摯に対応し薗田夫妻を哀悼しその不慮の死を悔やむコメントを出した。その姿は日本でも報道されたが、これはヒールとしてのイメージしか知らぬ日本のファンを大いに驚かせて、リングでのヒールの姿はあくまで「悪役」というギミックを務めているという真実を知らしめるきっかけとなった。
  - 海外のプロレス団体の場合、契約によってそのようなキャラクター性に関する事柄が義務付けられ、プライベートであっても一般大衆の前に出る場合は必ずプロレスラーのキャラクターで貫くことが求められる場合もある。また、所属団体でのアングル上、負傷中とされている選手の場合、プライベートでも松葉杖をついたり、負傷箇所を保護するプロテクターを装着することを要求される場合もある。
- 外国人レスラーにはトレードマークとなる衣装や小道具を持ち、これがイメージに密接に結びついているものも多い。スタン・ハンセンのテンガロンハットとブルロープ、ブルーザー・ブロディの鎖、タイガー・ジェット・シンのサーベルなどである。
- 身長について、プロフィールでは実際の身長から数cm程高く公表していることがある。これは力道山が実際には176cmのところを180cmと公称したために、それに周囲も合わせる必要があり、これが後々まで慣例化したという説と、単純に見得や「大きい方が強そうだ」という発想によるものという説がある。多くの団体で体格の水増しが慣例化しているため、異なるプロレス団体のプロレスラーが対戦した時などに、プロフィール上同身長となっているプロレスラーが相対しても不自然な差が見られることがある。プロレス団体としてマットを小さくして、少しでも選手を大きく見せようとしているプロレス団体もある。

## 職業病
- 戦いを見せる職業であるため、現実を見た場合、心身ともに酷使した結果の職業病を抱える者が大半である。常人の数倍の治癒速度を持つと豪語する者もいるが、首、膝、腰などに慢性化した持病を抱えている者が多い。特に、空中殺法を得意とするレスラーは、持病の進行が速いと言われる。
- 度重なる手術と激戦の結果、肘や膝が正しく曲がらなくなってしまった者や骨折したまま試合を続け自然治癒したが歪んだ形で骨が癒着した者もいる[注釈 6]。一方、プロレスラーの頸椎には旺盛な骨形成機能があることが示唆されている[10]。プロレスラーの骨形成性変化は椎体腹側に生じる頻度が高く、受け身の際に頸椎にかかる負荷に対して抗力を高めていると考えられる[10]。
- 巨漢レスラーの場合は、特に体を支える下半身の関節部に持病を持つ者も多い。しかし、あまりに高身長であるために投げられる回数が少なく、自己管理の下で大きな負傷をほとんどしなかったジャイアント馬場のようなレスラーも存在する。巨漢プロレスラーの場合は、慢性的な内臓疾患を抱える者も多い。ポール・ワイトはインタビューで「長生き出来ないことは覚悟している」と述べている。
- 一般的な健康保険や生命保険に加入できない、加入できても保険料が極めて高いことが珍しくない[11]。また、加入できたとしても業務（プロレスの試合・練習）に起因する傷病については適用外という契約であることも多い。そのため、フリーの者はもとより団体所属の人気レスラーでも、契約内容によっては病気や負傷での長期戦線離脱は事実上の無収入状態に直結する。そのため、試合ができなくなって経済的に窮したという話は、著名なプロレスラーであっても過去に幾らでも聞かれるものであり、欠場レスラー救済イベントが開かれることも多い[12]。
- 健康面で大きな問題を抱えていても、経済的事情などからそれを隠して無理をして試合出場を続ける者も多く、倒れたときには手遅れ、あるいは選手として再起不能であったというケースも存在する。
- ジュニアヘビー級などの軽量級からヘビー級へ転向したプロレスラーの中には、大柄な相手との過酷な試合や無理な肉体増強、或いは長年の痛み止め（ペインキラー）の副作用などの末に心身を故障して引退に追い込まれるケースが多い。元々上背が低く肉体増強によって体重をヘビー級に乗せたレスラーほど、頭から投げ落とされる危険な技を元々ヘビー級であった長身なプロレスラーと比べて受けやすいため、脳へのダメージが蓄積して深刻な障害を呈する場合もある。この極端な例がクリス・ベノワの最期の事件であり、ベノワの死後病理解剖に当たった医療専門家らは、ベノワの事件は慢性的な外傷性脳損傷が原因という見方を示し、実際に専門家チームはベノワの脳の状態について「85歳程度のアルツハイマー患者の脳に酷似していた」と述べている[13]。

## 健康面についての問題
世界のプロレスラー189人について検討した結果、死亡時平均年齢は56.3歳と若く、プロレスラーは早死にする傾向が明らかになった。単純な比較はできないが、この年齢は大阪のホームレスの死亡時平均年齢56.2歳に匹敵する。年齢を押し下げる要因は自殺、不慮の事故、心疾患である。
プロレスラーとしてはまだまだ働き盛りであるはずの50歳以下での突然死も多く見られ、筋肉質の体型が多いことから筋肉増強を目的にステロイド薬を使っている為であるという報道も多い。ただし引退しても60歳前後で亡くなるケースも多い。対して、日本のプロレスラーの場合はガンなどによる死亡が一番多く記録されている。また、日米共通して言えることとして、最晩年には肝硬変や糖尿病に苦しめられていたと伝聞される者が少なくない。
日米問わずプロレスラーはその職業上の特徴として長期間の巡業が多く、日々の食生活とハードトレーニングでその逞しい肉体を作ったり、外食にしてもプロモーターなどとの会合や後援者、タニマチへのサービスなどが少なくないという意味では食事も仕事の一環であるため、肉類への偏りや暴飲暴食、飲酒過多などの問題があると考えられている。
実際、過去に報道されてきたプロレスラーの死のほとんどは試合中の事故に起因するものではなく、まだ激しい肉体労働の商売であることを考えれば、現実的に見れば食生活の面の問題が大きい状況が伺われる。
WWEでは、1987年よりコカイン・ヘロインなどの麻薬に関する検査を所属選手に対し行っている。また、2000年代に入り一時薬物が原因と見られる所属選手の死亡事故が相次ぎ、中にはエディ・ゲレロなどのスター選手も含まれていたことから、2006年より所属選手に対し定期的にドーピング検査を実施している。これらの検査の結果、問題が発覚した場合には契約を打ち切られ解雇される場合もある。
しかし、このような検査を導入しているプロレス団体は世界的に見ればごく一部であり、依然多くのプロレス団体においてプロレスラーの健康、肉体面の管理がなおざりにされて、各所に薬物の影響の影がちらついていることは否めない。

## 死亡事故
- 観客の熱狂を呼ぶ試合を見せることが仕事であるため、真剣勝負以上に命を危険に晒す者もいる。試合中の技の失敗による事故により、死亡したプロレスラーもいる。また、オーエン・ハートのように、試合前のショーの演出上の事故で死亡した例もある。
- 時代が下るに従い、試合中の演出の為に頭から落とす危険な技が増えてきたことも一因として挙げられることがある。特に女子プロレスではこの傾向が強く、プラム麻里子が死亡した折には元同僚のダンプ松本がマスコミに「最近危険な技が増えてきていて、いつも危ないと思うことがある、いくら体は鍛えられても頭だけは鍛えることができない」と告発していた例もある。男子プロレスにおいても例外ではなく、三沢光晴が長年の首へのダメージが蓄積した結果、首が曲げられないほどの骨の変形を負い、最期には今日では比較的普通の技であるバックドロップで頸随離断の致命傷を負って死亡した事故は業界のみならず、一般社会にも大きな衝撃を与えた。
- ハヤブサや片山明のように、試合中の事故で廃業せざるを得なくなった者、日常生活に支障を来すほどの障害や後遺症を負う者もいる。
- 鑑賞に耐えうる体を作るため、ステロイド薬を代表とした筋肉増強剤を用いる者もいる。また、前述の持病の痛みを緩和させるため鎮痛剤を常用する者、長時間の移動に伴うストレスからアルコールや薬物の依存症となる者もいる。他にも、薬物を原因とする後遺症に悩まされる者、過剰摂取による死亡事故などもある。
- かつて全米各州にローカルのプロレス団体が群雄割拠して州内各地で興行を打っていた時代は、移動中の自動車事故・飛行機事故によって死亡したり重傷を負い引退に追い込まれた例が多かった。アドリアン・アドニス、ジョニー・バレンタインなど。
- 練習生が道場での練習中に死亡したこともある。近年ではジャイアント落合がWJプロレスの出稽古の事故で死亡している。また、近年乱立しているローカルインディー団体では訓練・医療体制が杜撰なまま一般社会人を危険な大技の練習に参加させ、結果的に死亡事故に至ったケースもあり、事故の加害者となった菅原伊織が練習会場の責任者であった佐野直共々遺族から刑事告訴された例もある。
- 危険職であるため生命保険の掛け金が一般人とは異なり、場合によっては加入制限を受けることがある[11]。

## 活動期間、廃業
- 近年の男子プロレスラーはピークを迎えるのが平均して30代前半と、競技スポーツを行う選手に比べ若干高い。これは、野球やサッカーなどと比べアマチュアがなく、身体的能力よりも表現力や集客力などプロレスラーにとって重要な能力の醸成にはある程度の期間が必要となるためである。デビューが早い者や秀でた才能を持つ者はこの限りではない。
- 身体的な負担は大きいが、現役選手として長い間活動出来ることも特徴。投げ技や飛び技を抑えたファイトスタイルにして、50歳を超えて現役を続けている者も多い。これはプロレスが相手の肉体を破壊する真剣勝負である必然性が無いことに起因する。他競技では引退するような年齢であってもジャイアント馬場、ラッシャー木村、アブドーラ・ザ・ブッチャー、ジプシー・ジョーなど還暦を超えても継続してリングに上がるプロレスラーもいる。肉体が衰えても、Tシャツなどを着用して体の緩みを隠して試合をするプロレスラーは多い。肉体をきちんとビルドアップして試合に臨むプロレスラーも数多く存在している。
- 統一機関によるライセンス制度が無いため、成績不振や試合内容の低下などを理由にした強制引退制度が存在しない。年齢制限も無いことから、女子プロレスのアイスリボンなどでは小中学生が試合を行っている。また、ローカルインディー団体の中には、一般人とほぼ変わらない人間をプロレスラーとして興行に参加させている場合もある。
- プロレスラー廃業の要因としては、上述したような職業病の慢性化などの肉体面の損耗の問題が多いが、一方、移動と興行を頻繁に繰り返し続ける典型的な旅商売であり、家を空けることが多いため、家族関係が崩壊して離婚する者や子供の非行など家庭面での問題を抱えて、表向きはまた別であっても、これが最大の原因となる者も少なからず見られる。
  - 肉体的にはまだまだ続けられても、自身の将来の健康面への不安、少なからぬプロレス団体がプロレスラーの健康管理を軽視していることへの不安、家族との時間を大切にしたいという理由で廃業する者もいる。
- 一度はリングから完全に離れて、プロレス団体のフロントや他業種（芸能界など）に転じた元プロレスラーであっても、話題作りの一環やチャリティーなどを目的としてワンマッチ、数試合限定でリングに復帰することは珍しくない。近年の代表例は坂口征二など。中にはダンプ松本のように後に第一線に完全復帰する場合もある。
- 他方でベテランプロレスラーの場合は、上述したようなショーマンシップを重んじる考えから、廃業を機に「衰えた姿（あるいは病身）を見せたくない」として表舞台やマスコミには全く姿を見せなくなる人物は珍しくなく、長い間情報が途絶え、数年ぶりのニュースで名前を聞いたらそれが訃報であったという人物も見られる。強さを誇示することで身が立つ世界で生きてきた人物たちだけに、現役プロレスラーと同様に、引退後でも闘病や療養の事実が公になることを嫌う元プロレスラーも少なくない[注釈 7]。
- 試合中、練習中、移動中の不慮の事故で脊椎損傷などのプロレスラーの職業生命を絶たれるほどの重い身体障害を負い、引退を余儀なくされた人物の場合には、心配してくれるファンへの状況報告や御礼、事故などで同様の障害を負って苦しむ人々への激励などという意味を込めて、敢えてマスコミの前に懸命にリハビリを続ける自身の姿を見せる者もいる[注釈 8]。

### 引退後の生活に懸かる問題点
日本のプロレスには統括的な組織が存在せず、ステップアップとなるカテゴリー、リーグ制度も存在しないことから、日本相撲協会に見られるような引退後の職業の受け皿となるような組織も、プロ野球やJリーグ、モータースポーツに見られるような学生による競技組織や下位カテゴリーへの指導者としての就職といったケースも見受けられない。ボクシング等の他の格闘技に見られるような興行団体から独立した道場がほとんど無く、団体所有道場で養成が行われる形態が採られるため、プロレスラーとしての経験を生かして指導の立場に立てる機会自体がプロレスには極めて少ない。比較的大きなプロレス団体の場合には団体職員として再雇用されたり、坂口征二のように社長など役員を兼任するプロレスラーが、その役職に専念するケースもあるが、団体の崩壊により、現役継続の岐路に立たされた場合には、失業と同様の状態となってしまうケースも少なくない。
一部のプロレスラーはアントニオ猪木やアニマル浜口、風香のように引退後に自らプロレス団体や道場を起こしたり、小橋建太のようにプロモーターに転じたり、実業家やタレントや政治家への転身、或いは料理店を起こしたり家業の継承により引退後の生活を安定させるケースもあるが、元々経営感覚に乏しい者や一般の社会生活に適応できなかった故にプロレスラーへの道を選択した経緯を持つ者、ギャンブル等に傾倒する癖のある者に至っては引退やセミリタイヤ後に完全に生活が破綻してしまうケースも見られて、最悪の場合には剛竜馬のように生活苦から犯罪を犯してしまったり、アダルトビデオに出演して家庭が完全に崩壊してしまうケースに至る場合もある。
そのため、健康上や肉体的な問題から当に現役を務めるには無理がある年齢となっても、定職が見つけられないままローカルインディー団体を転々としながらリングに上がり続けざるを得ない元メジャー団体所属プロレスラーは近年しばしば見られて、業界全体の構造問題として捉えられる向きも多い。

## 引退
統括機関や公的なライセンス制度が存在しないプロレスラーという職業には、制度としての厳密な引退というものは存在しない。そのため、他のスポーツ選手や芸能人同様に、引退表明後に一定期間を置いて復帰するプロレスラーは多く、引退とは事実上の長期休養、休業を指すものとなっている。特にケガが元で引退した場合、試合をしなくなったことでケガが完治または快方に向かい、結果として復帰するケースが多い。一方、藤波辰爾のように一度引退表明したもののケガや病気が完治したため、引退を撤回して「生涯現役」を宣言するプロレスラーもいる。
全日本女子プロレスではかつて「25歳定年制」という暗黙の了解が存在して、25歳または実働10年に達したプロレスラーは引退することが慣例となっていたが、デビル雅美のようにフリーとして現役を続行したり、ジャパン女子プロレスなど他団体で現役復帰するプロレスラーもおり、全日本女子プロレスでもブル中野が25歳を超えて現役を続行して以降は廃止されることとなった。
大仁田厚やテリー・ファンクは引退表明後に引退ツアーを行ったが、後に復帰しており、大仁田はそれを複数回繰り返している。また、橋本真也は小川直也と「負けたら即引退マッチ」というアングルを付与された試合において敗北して一旦引退したが、ファンからの復帰要請に応えるというストーリーで復帰した。天山広吉のように敗北したら引退というアングルを組んだ試合で負けるものの、特に明確な理由を付けず通常通り試合に戻る者もいる。さらに米山香織のように引退セレモニー中に引退を撤回する者もいる。
一方でプロレス界の風習となってしまった「引退→復帰」の流れを嫌うプロレスラーも存在している。川田利明は負傷の蓄積や体重の減少から試合を行うのが困難であり、飲食店の経営に専念しているが、「俺がプロレス辞める時は『引退』ではなく『休業』という事にしてくれ」と述べている。また、温厚な人柄で知られる小林邦昭が引退の際に記者から「復帰はいつ頃ですか」と言われて激怒したというエピソードもある。蝶野正洋は体力の問題から「復帰の可能性はほとんどない」としながらもあえて「引退」ではなく「休業」を宣言している。他の職業同様に、「引退」は退職、休業となる場合もある。